# Weinek László
Weinek László (Buda, 1848. február 13. – Prága, 1913. november 12.) magyar származású csillagász, egyetemi tanár; az MTA levelező tagja (1879).

## Életpályája
A budai Egyetemi Gimnáziumban érettségizett. Egyetemi tanulmányait Bécsben (1865–1869) végezte el. Itt Karl Ludwig von Littrow (1811–1877) oktatta. Matematika-fizika szakos diplomát szerzett. 1870-ben doktorált fizikából. Berlinben és Lipcsében is tanult. Ekkor került kapcsolatba Karl Christian Bruhns-val (1830–1881) és Hugo von Seeligerrel (1849–1924). 1873-ban a Venus bolygó Nap előtti elvonulásának észlelését előkészítő német csoport schwerini állomásának vezetőjévé nevezték ki. 1874-ben a Német Birodalmi Venus-expedíció Kerguelen-szigetekre küldött csoportjának helyettes vezetőjeként értékes fényképeket készített e ritka jelenségről. 1875-től a lipcsei, 1883-tól a prágai csillagvizsgálóban dolgozott, az utóbbinak igazgatójaként dolgozott. 1879-ben Jénában védte meg doktori disszertációját. 1879-ben a Magyar Tudományos Akadémia levelező tagja lett. 1884–1914 között a Holdnak 200 nagy pontosságú rajzát tette közzé.
A prágai német egyetemen csillagászatot tanított. Nagy jelentőségű munkát végzett a Hold térképezése terén: a fényképezéssel nyert pontos képeket és a távcsövön át rajzolt holdképek részletgazdag képeit egyeztette egy-egy holdtájképpé. Hazai folyóiratokban, a Természettudományi Közlönyben több cikke jelent meg.
Emlékét a 7114 Weinek nevű kisbolygó őrzi.

## Családja
Szülei: Weinek József (1814–1879) és Thronner Janka (?-1902) voltak. Édesapja tisztviselő volt a Magyar Kulturális Minisztériumban. 1885 tavaszán házasságot kötött Stephanie Bermann operaénekesnő (?-1885).

## Művei
- Die Photographie in der messenden Astronomie (Halle, 1877)
- Az instrumentális fényelhajlás  szerepe egy Vénus-átvonulás photographiai felvételénél (Értekezések a matematikai tudomány köréből, Budapest, 1880) (Akadémiai székfoglaló)
- Astronomische Beobachtungen… (Prága, 1884)
- Kerguélen szigetén (Természettudományi Közlöny, 1887)
- A Holdleírás története (1889)
- Photographischer Mond-Atlas in 200 Tafeln. Veröff. Astronomische, Magnetische und Meteorologische Beob (Prága, 1897–1900)